# Modrásek tažný
Modrásek tažný (Leptotes pirithous) je druh denního motýla z čeledi modráskovitých (Lycaenidae). Rozpětí jeho křídel je 24 až 28 mm. Samci mají matně modrofialová křídla, na nichž prosvítá kresba z rubu křídel. Samice mají hnědavé zbarvení a na vnitřní části křídel jsou modře poprášené. Na rubu zadních křídel u obou pohlaví jsou na vnitřním rohu dobře patrné dvě černé skvrny a dlouhá ostruha. Tyto skvrny jsou po celém obvodu lemovány modrými šupinkami.

## Výskyt
Motýl je rozšířený v severní Africe, na jihu Evropy a na Středním východě. V Evropě, kde jeho populace nejsou stálé a jsou doplňovány z migračních vln ze severní Afriky, je rozšířený v zemích kolem Středozemního moře. Odtud potom zalétává do střední Evropy. Vzácně se objevuje v Německu, v Rakousku (Dolní Rakousy), v Česku (jižní Morava), na jihu Slovenska a v Maďarsku. Obývá suché křovinaté stepi a lesostepi, vojtěšková pole a ruderály.

## Chování a vývoj
Živnými rostlinami modráska tažného jsou především druhy z čeledi bobovitých (Fabaceae), kyprejovitých (Lythraceae) a vřesovcovitých (Ericaceae). V jižní Evropě má motýl více generací (polyvoltinní). Dospělce lze zahlédnout od února do října. Ve střední Evropě se migrující modrásci objevují ojediněle od srpna do října a vzácně i dříve.

## Ochrana a ohrožení
V České republice se modrásek tažný objevuje velice vzácně. Doloženy jsou pouze dva nálezy z jihu Moravy. V roce 1952 byl jeden exemplář motýla nalezen v Klentnici u Mikulova a v roce 2002 druhý exemplář v Hnanicích u Znojma.